# Musica della Groenlandia
La musica della Groenlandia unisce le tradizioni musicali inuit e danese, eventualmente con contaminazioni statunitensi e inglesi. La più importante etichetta discografica è la ULO, con sede nel paese di Sisimiut; fu fondata da Malik Hoegh e Karsten Sommer. ULO pubblica album rock (per esempio della band Sume), pop (il cantante Rasmus Lyberth), hip hop (il gruppo dei Nuuk Posse) e musica folk inuit. Alcuni compositori di musica classica europea, come Poul Rovsing Olsen e Adrian Vernon Fish, utilizzano temi groenlandesi nella loro musica.
L'inno nazionale della Groenlandia, dal 1916, è Nunarput utoqqarsuanngoravit (in italiano: La nostra terra, che è diventata tanto vecchia), composto da Jonathan Petersen con versi di Henrik Lund.

## Musica folk

### Musica inuit
La musica tradizionale inuit, sopravvissuta al contatto con le culture europee soprattutto nelle zone orientali e nordorientali dell'isola, è caratterizzata dall'uso di speciali tamburi costruiti con una cornice di legno ovale sulla quale viene tesa la vescica di un orso. Le danze sacre al ritmo di questi tamburi sono l'unica forma di musica realmente indigena della Groenlandia; oggi si cerca di recuperare e preservare questa tradizione. Gli sciamani usavano questi tamburi nelle loro pratiche religiose e talvolta organizzavano duelli canori fra due contendenti, in cui a vincere era il partecipante che faceva ridere di più gli astanti. Il Piseq è una forma di canzone personale che commenta i fatti della vita quotidiana, e che viene spesso tramandata di generazione in generazione. Le canzoni folk inuit hanno lo scopo di raccontare storie, giocare e stuzzicare, o affascinare.

### Musica di origine europea
Con l'arrivo dei danesi, in Groenlandia si diffusero nuovi strumenti musicali come il violino e la fisarmonica e nuove forme musicali come gli inni cristiani; missionari provenienti dalla Moravia portarono violini e ottoni e una tradizione di musica strumentale. Col termine Kalattuut si indica una forma di polka inuit, genere al quale appartengono alcune canzoni molto popolari in Groenlandia e virtuosi come il fisarmonicista Louis Andreasen. Uno stile folk più moderno, simile alla musica country, è il vaigat.

## Musica pop/rock

### Rock
Il rock e il pop iniziarono ad attecchire in Groenlandia nel 1973, quando la ULO pubblicò l'album Sumut del gruppo Sume. Sumut fu acquistato da un groenlandese su cinque, e il suo successo si può identificare con la nascita della musica pop sull'isola. Attualmente, il paese di Aasiaat ospita un festival rock annuale, il Nipiaa. Fra gli artisti pop più celebri della Groenlandia si possono citare Chilly Friday, Sylvia Watt-Cloutier e Karina Moller; fra le rock band, Kalaat, Siissisoq, Angu e Zikaza. Esiste anche una band metal groenlandese, gli Arctic Spirits. Un altro gruppo groenlandese molto conosciuto anche all'esterno della nazione sono i Nanook, band indie rock costituita dai fratelli Christian e Frederick Elsner.

### Hip hop
L'hip hop statunitense ha iniziato a diffondersi in Groenlandia dal 1984. Il gruppo hip hop dei Nuuk Posse è attualmente uno fra i più popolari del paese.

### Metal
Sebbene in quantità molto ristretta esistono anche band metal che occupano il suolo della Groenlandia. Tra le band che hanno pubblicato materiale vi sono il gruppo heavy metal Arctic Spirits di Qeqertarsuaq, prima band metal a pubblicare un album in Groenlandia e la one man band Tempel di Ilulissat definibili symphonic black metal/melodic death metal.